# Afreuclasta
Afreuclasta is een geslacht van vlinders uit de familie van de grasmotten (Crambidae). De wetenschappelijke naam van dit geslacht is voor het eerst voorgesteld door Koen Maes in een publicatie uit 2023.
Dit geslacht is monotypisch, dat wil zeggen dat het maar één soort heeft namelijk A. ruwenzoriensis Maes, 2023